# Marienthal (Kansas)
Marienthal – jednostka osadnicza w Stanach Zjednoczonych, w stanie Kansas, w hrabstwie Wichita.